# Pellenes lagrecai
Pellenes lagrecai là một loài nhện trong họ Salticidae.
Loài này thuộc chi Pellenes. Pellenes lagrecai được Cantarella & Alicata miêu tả năm 2002.